# Licht uit
Licht uit is een single van The Opposites uit 2010. Licht Uit is geproduceerd door SoundG8 (Roel Donk, Dennis Letnom en Jihad Rahmouni) en staat op Willems album Succes.

## Hitnotering
| "Licht uit" in de Nederlandse Top 40 - Binnen: 13-03-2010 | "Licht uit" in de Nederlandse Top 40 - Binnen: 13-03-2010 | "Licht uit" in de Nederlandse Top 40 - Binnen: 13-03-2010 | "Licht uit" in de Nederlandse Top 40 - Binnen: 13-03-2010 | "Licht uit" in de Nederlandse Top 40 - Binnen: 13-03-2010 | "Licht uit" in de Nederlandse Top 40 - Binnen: 13-03-2010 | "Licht uit" in de Nederlandse Top 40 - Binnen: 13-03-2010 | "Licht uit" in de Nederlandse Top 40 - Binnen: 13-03-2010 | "Licht uit" in de Nederlandse Top 40 - Binnen: 13-03-2010 |
| Week                                                      | 1                                                         | 2                                                         | 3                                                         | 4                                                         | 5                                                         | 6                                                         | 7                                                         |                                                           |
| --------------------------------------------------------- | --------------------------------------------------------- | --------------------------------------------------------- | --------------------------------------------------------- | --------------------------------------------------------- | --------------------------------------------------------- | --------------------------------------------------------- | --------------------------------------------------------- | --------------------------------------------------------- |
| Nummer                                                    | 38                                                        | 36                                                        | 34                                                        | 28                                                        | 26                                                        | 23                                                        | 38                                                        | uit                                                       |

| "Licht uit" in de Nederlandse Single Top 100 Binnen: 06-03-2010 | "Licht uit" in de Nederlandse Single Top 100 Binnen: 06-03-2010 | "Licht uit" in de Nederlandse Single Top 100 Binnen: 06-03-2010 | "Licht uit" in de Nederlandse Single Top 100 Binnen: 06-03-2010 | "Licht uit" in de Nederlandse Single Top 100 Binnen: 06-03-2010 | "Licht uit" in de Nederlandse Single Top 100 Binnen: 06-03-2010 | "Licht uit" in de Nederlandse Single Top 100 Binnen: 06-03-2010 | "Licht uit" in de Nederlandse Single Top 100 Binnen: 06-03-2010 | "Licht uit" in de Nederlandse Single Top 100 Binnen: 06-03-2010 | "Licht uit" in de Nederlandse Single Top 100 Binnen: 06-03-2010 | "Licht uit" in de Nederlandse Single Top 100 Binnen: 06-03-2010 | "Licht uit" in de Nederlandse Single Top 100 Binnen: 06-03-2010 | "Licht uit" in de Nederlandse Single Top 100 Binnen: 06-03-2010 |
| Week                                                            | 1                                                               | 2                                                               | 3                                                               | 4                                                               | 5                                                               | 6                                                               | 7                                                               | 8                                                               | 9                                                               | 10                                                              | 11                                                              |                                                                 |
| --------------------------------------------------------------- | --------------------------------------------------------------- | --------------------------------------------------------------- | --------------------------------------------------------------- | --------------------------------------------------------------- | --------------------------------------------------------------- | --------------------------------------------------------------- | --------------------------------------------------------------- | --------------------------------------------------------------- | --------------------------------------------------------------- | --------------------------------------------------------------- | --------------------------------------------------------------- | --------------------------------------------------------------- |
| Nummer                                                          | 54                                                              | 40                                                              | 19                                                              | 23                                                              | 43                                                              | 48                                                              | 50                                                              | 55                                                              | 28                                                              | 47                                                              | 76                                                              | uit                                                             |

| "Licht uit" in de Vlaamse Ultratop 50 - binnen: 20-03-2010 | "Licht uit" in de Vlaamse Ultratop 50 - binnen: 20-03-2010 | "Licht uit" in de Vlaamse Ultratop 50 - binnen: 20-03-2010 | "Licht uit" in de Vlaamse Ultratop 50 - binnen: 20-03-2010 | "Licht uit" in de Vlaamse Ultratop 50 - binnen: 20-03-2010 | "Licht uit" in de Vlaamse Ultratop 50 - binnen: 20-03-2010 | "Licht uit" in de Vlaamse Ultratop 50 - binnen: 20-03-2010 | "Licht uit" in de Vlaamse Ultratop 50 - binnen: 20-03-2010 | "Licht uit" in de Vlaamse Ultratop 50 - binnen: 20-03-2010 | "Licht uit" in de Vlaamse Ultratop 50 - binnen: 20-03-2010 | "Licht uit" in de Vlaamse Ultratop 50 - binnen: 20-03-2010 | "Licht uit" in de Vlaamse Ultratop 50 - binnen: 20-03-2010 | "Licht uit" in de Vlaamse Ultratop 50 - binnen: 20-03-2010 | "Licht uit" in de Vlaamse Ultratop 50 - binnen: 20-03-2010 | "Licht uit" in de Vlaamse Ultratop 50 - binnen: 20-03-2010 | "Licht uit" in de Vlaamse Ultratop 50 - binnen: 20-03-2010 | "Licht uit" in de Vlaamse Ultratop 50 - binnen: 20-03-2010 | "Licht uit" in de Vlaamse Ultratop 50 - binnen: 20-03-2010 | "Licht uit" in de Vlaamse Ultratop 50 - binnen: 20-03-2010 | "Licht uit" in de Vlaamse Ultratop 50 - binnen: 20-03-2010 | "Licht uit" in de Vlaamse Ultratop 50 - binnen: 20-03-2010 | "Licht uit" in de Vlaamse Ultratop 50 - binnen: 20-03-2010 |
| Week                                                       | 1                                                          | 2                                                          | 3                                                          | 4                                                          | 5                                                          | 6                                                          | 7                                                          | 8                                                          | 9                                                          | 10                                                         | 11                                                         | 12                                                         | 13                                                         | 14                                                         | 15                                                         | 16                                                         | 17                                                         | 18                                                         | 19                                                         | 20                                                         | 21                                                         |
| ---------------------------------------------------------- | ---------------------------------------------------------- | ---------------------------------------------------------- | ---------------------------------------------------------- | ---------------------------------------------------------- | ---------------------------------------------------------- | ---------------------------------------------------------- | ---------------------------------------------------------- | ---------------------------------------------------------- | ---------------------------------------------------------- | ---------------------------------------------------------- | ---------------------------------------------------------- | ---------------------------------------------------------- | ---------------------------------------------------------- | ---------------------------------------------------------- | ---------------------------------------------------------- | ---------------------------------------------------------- | ---------------------------------------------------------- | ---------------------------------------------------------- | ---------------------------------------------------------- | ---------------------------------------------------------- | ---------------------------------------------------------- |
| Nummer                                                     | 19                                                         | 17                                                         | 12                                                         | 16                                                         | 11                                                         | 6                                                          | 3                                                          | 3                                                          | 4                                                          | 4                                                          | 4                                                          | 9                                                          | 12                                                         | 16                                                         | 21                                                         | 31                                                         | 33                                                         | 33                                                         | 23                                                         | 30                                                         |                                                            |